# Quercus helvetica
Quercus helvetica là một loài thực vật có hoa trong họ Cử. Loài này được Thell. miêu tả khoa học đầu tiên năm 1916.